# Ружа Маринска
Ружа Лазарова Маринска е български изкуствовед, художествен критик и историк на изкуството.

## Биография
Родена е на 20 февруари 1944 г. в Смолян. Дъщеря е на изкуствоведа Лазар Марински. През 1967 г. завършва История и теория на изкуството в Московския държавен университет при проф. Виктор Лазарев и проф. Иван Маца.
В началото на професионалния си път се занимава предимно със социологията на изкуството (Енциклопедия на изобразителните изкуства, БАН). Пише статии и прави изследвания върху творчеството на Наум Хаджимладенов (1974), Найден Петков (1978), както и върху различни културологични проблеми.
По-късно се съсредоточава върху българското изкуство през ХХ век и по-специално върху проблемите на българския модернизъм. Организира някои от най-мащабните изложби в България, често придружени с конференции и дискусии по темата – Гео Милев и българският модернизъм ('СГХГ, 2005).
Директор е на Националната художествена галерия през втората половина на 1990-те години.
Преподава история на изкуството в Националната художествена академия и Нов български университет.
Ружа Маринска умира внезапно на 18 декември 2022 г.